# Blanca Fernández Ochoa
Blanca Fernández Ochoa, född 22 april 1963 i Madrid i Spanien, död 24 augusti 2019 på La Peñota i provinsen Segovia i Spanien, var en spansk utförsåkare. Hon var syster till den alpine skidåkaren Francisco Fernández Ochoa.

## Karriär
Blanca Fernández Ochoa tog OS-brons i damernas slalom i samband med de olympiska utförstävlingarna 1992 i Albertville.

## Försvinnande och död
Den 23 augusti 2019, då hon var ute och vandrade i skogen vid Sierra de Guadarrama, rapporterades hon försvunnen. Den 4 september 2019 påträffades hon död på toppen av berget La Peñota.